# Gumpang Jaya
Gumpang Jaya is een bestuurslaag in het regentschap Aceh Tenggara van de provincie Atjeh, Indonesië. Gumpang Jaya telt 680 inwoners (volkstelling 2010).